# Filchneria tau
Filchneria tau is een steenvlieg uit de familie Perlodidae. De wetenschappelijke naam van de soort is voor het eerst geldig gepubliceerd in 1908 door Klapálek.